# 로쿠고정 (아키타현)
로쿠고정(六郷町)은 아키타현 중앙부에 위치했던 정이다.
2004년 11월 1일에 센하타정, 센난촌이 합병해 미사토정이 탄생하여 소멸했다.

## 지리
로쿠고 정은 요코테 분지의 동쪽에 위치하고 있다. 또한 대부분의 산악지대이다.

## 역사
헤이안 시대에 데와 국 야마모토 군 야마모토 향으로서 성립하였다. 근세에서는 우슈 가도의 주쿠 역으로서 번창하였다.
- 1889년 4월 1일 - 정촌제 시행과 함께 센보쿠군 로쿠고촌이 성립하였다.
- 1891년 - 정으로 승격하였다.
- 2004년 11월 1일 - 센하타정, 센난촌과 합병해 미사토정이 되었다.

## 교통
- 일반국도
  - 국도 13호